# Marc Marginedas
Marc Marginedas Izquierdo (Barcelona, 1967) es un periodista español que se ha desempeñado como corresponsal de guerra. 
El 24 de septiembre de 2013 se supo que llevaba veinte días secuestrado en Siria, país en que se encontraba cubriendo la guerra civil siria. Antes de su secuestro, también trabajaba como profesor del Máster Universitario en Periodismo Avanzado. Reporterismo. Blanquerna-Grupo Godó de la Facultad de Ciencias de la Comunicación Blanquerna (Universidad Ramon Llull).

## Formación académica y vida profesional
Marginedas estudió en la Facultad de Comunicación en la Universidad de Navarra, licenciándose en 1990. Comenzó su vida profesional como corresponsal de El Periódico de Cataluña, donde permaneció durante dos décadas. Empezó cubriendo la guerra civil de Argelia y, mientras trabajaba como corresponsal en Moscú, informó también de la segunda guerra chechena sobre el terreno. Ha sido corresponsal también en la guerra de Irak (2003-2010), la guerra de Afganistán (2006-2010), la crisis de Darfur de 2004 y durante la ofensiva de Israel en el sur del Líbano en 2006.

## Secuestro
El 1 de septiembre de 2013, Marginedas entró en Siria a través de Reyhanli (Turquía) acompañado por un grupo de opositores del Ejército Libre Sirio. Era la tercera vez que el corresponsal de El Periódico de Cataluña visitaba el país desde que estalló la guerra civil siria el 2011. El principal objetivo de este nuevo desplazamiento era informar sobre los preparativos de una eventual intervención militar internacional que parecía muy próxima, sobre todo después del ataque con armas químicas del 21 de agosto en las afueras de Damasco.
Marginedas envió su última crónica el lunes 2 de septiembre desde la localidad de Qasr Ibn Wardan, cerca de Hama, donde explicaba la decepción entre las filas rebeldes que veían cómo se alejaba la posibilidad de un ataque inminente por parte de los Estados Unidos. Veinte días después de su desaparición, ninguno de los grupos insurgentes se había atribuido la autoría del secuestro, pese a que un foro yihadista había hecho una llamada a «capturar todos los periodistas, identificar los equipos que utilizan y registrarlos para poder localizar los chips que contienen las fotografías y noticias relativas a yihadistas». Según explican, sospechan que algunos informadores que actualmente trabajan en Siria podrían, en realidad, ser «un tipo de espía que trabaja bajo la cobertura de periodistas». Según informaba El Periódico, Marginedas viajaba en coche, junto con su chófer, cuando fue interceptado por yihadistas, en los alrededores de Hama, al oeste de Siria, y que desde entonces no se ha podido contactar con él.

### Reacciones
El 24 de septiembre, en declaraciones a los periodistas, el ministro de interior español, Jorge Fernández Díaz, aseguró que el secuestro había sido efectuado por una organización cercana a Al Qaeda. También afirmó que se estaban utilizando la «misma investigación y actuación operativa que en hechos parecidos», remarcando la necesidad de ser «discretos» para que la liberación sea «eficaz» y, por tanto, termine «felizmente».
El 10 de diciembre del mismo año, los familiares y compañeros de los periodistas Javier Espinosa Robles y Ricard García Vilanova, también secuestrados en Siria, realizaron un acto público para visualizar la situación, recordando también el estado en que se encontraba Marginedas.

### Liberación
Marginedas fue liberado durante la madrugada del 2 de marzo de 2014. Fue trasladado a Turquía donde se reunió con funcionarios del Estado y pudo comunicarse con su familia a la espera de someterse a un chequeo médico y ser trasladado definitivamente a Barcelona.

## Obra
- Marginedas, Marc. Periodismo en el campo de batalla: quince años tras el rastro de la yihad (RBA, 2013)

## Premios
Ha sido galardonado con los siguientes premios:
- XV Premio Luka Brajnovic (2019), concedido en mayo de 2019.[3][9]
- Premio José Couso de Libertad de Prensa (2014)
- Premio Nacional de la Prensa (2014)

- Premio de Periodismo Cirilo Rodríguez en su edición de 2013 y cuyo fallo se conoció a finales de mayo de 2014.[10]
- Premio Manuel Vázquez Montalbán de periodismo cultural y político (2013)